# 森川清治郎
森川清治郎（日语：／ Morikawa Seijirō，1861年—1902年4月7日），台灣日治時期的日本警察，去世後被台灣人奉為神明，尊稱為義愛公，俗稱日本王爺，奉於東石富安宮等台灣寺廟。

## 生平
森川清治郎於1861年生於橫濱市，1892年與兜木千代結婚，1893年生下獨子森川真一。
森川原任職於橫濱監獄，1897年自願隻身來台灣，擔任台灣巡查，配屬台南州知事官尾邦太郎麾下，後任職於東石鄉鰲鼓派出所。
1900年，森川調派至東石鄉副瀨派出所，並從日本接妻小來台同住。到任後，利用當地信仰中心於東石富安宮創辦簡易教室，不僅自掏腰包聘請教師，還購買文具作為成績優良者的獎勵，於廟內設學堂教民讀書，親自持鋤教民農耕，並教導衛生常識，深受地方敬重。
有一回盜匪犯案後，一位平日受人敬重的部區長被指與盜匪同謀而遭警方緝捕。周遭認識區長的眾人皆不相信區長會是盜匪的同路人，於是森川積極提出區長無罪之證據，並含淚請願，終洗清區長之冤枉。
1901年，台灣總督府開始課徵漁業稅，一艘竹筏課4元50錢，村民無力繳納。森川陳情上司減稅，非但未准反遭上司斥責並限期收繳。
1902年4月7日，森川巡視港墘厝（龍港村）後，於慶福宮內留下『苛政擾民』之遺書，使用警備長槍自殺，死諫上司未重視民間疾苦。
1923年，東石地區流行流行性腦膜炎，當時副瀨村的保正（村長）李九夢見森川，提醒村民注意環境衛生即可安然度過，果真副瀨村民無人傷亡。村民因此雕刻神尊恭奉，尊稱為義愛公，農曆四月初八日為義愛公聖誕千日，永祀富安宮中，已分靈至台北、彰化、嘉義和高雄等地。亦有日本警察曾來此廟祭拜。
據研究，相較於森川氏的事蹟在1900年代被有意無意的隱晦，1920年代因祂被奉祀為神而出現報紙報導，到1930年代則是森川氏故事最被推廣周知的時期，並被推舉為「明治的吳鳳」。而1930年代時的多元論述，包括以森川氏之例：
1. 鼓勵讀者反思警民關係和「民眾警察」語彙的意涵；
2. 異族執政者卻熱愛臺灣居民到犧牲自己屬難能可貴，但卻沒考量官方要統一稅改的立場；
3. 可視以「部落教化神」的身分兼而推展同化政策；
4. 因臺灣人既有宗教習慣而成為防疫神和媒介童乩開藥方，進而成為當地居民本土化和在地化信仰的一環等等。

之後，義愛公的身分和意義也因時空而再度轉化。森川氏可說是以森川氏、義愛公的身分存在，更是為了時人的實際需求而存在。

## 外部連結
- 義愛公伝 （页面存档备份，存于）
- 台灣是誰還在唱「何日君（軍）再來」（管仁健／著）